# اسون آندرشون (بازیکن فوتبال، زاده ۱۹۶۳)
اسون آندرشون (سوئدی: Sven Andersson؛ زادهٔ ۶ اکتبر ۱۹۶۳) بازیکن فوتبال اهل سوئد بود.
از باشگاه‌هایی که در آن بازی کرده‌است می‌توان به باشگاه فوتبال هلسینگبورگس و باشگاه فوتبال وستهام یونایتد اشاره کرد.
وی همچنین در تیم‌های ملی فوتبال  زیر ۲۱ سال سوئد و سوئد بازی کرده‌است.